# Кронит, Альберт Викторович
Кронит Альберт Викторович (11.08.1925 — 14.09.1983) — участник Великой Отечественной войны, наводчик противотанкового ружья 2-го стрелкового батальона 241-го гвардейского стрелкового полка 75-й гвардейской стрелковой дивизии 30-го стрелкового корпуса 60-й армии Центрального фронта, гвардии младший сержант, Герой Советского Союза (1943), позднее — гвардии старший лейтенант.

## Биография
Родился 11 августа 1925 года в городе Семипалатинске. Отец - Виктор Кронит, работал врачом, умер в 1928 г., Мать - Вера Михайловна Кронит, работала учительницей. Окончил неполную среднюю школу. Жил в Рыбинском районе Красноярского края.
В Красную Армию призван в январе 1943 года, направлен в Киевское пехотное училище, которое находилось в городе Ачинске. В августе этого же года, не закончив училища, был отправлен на фронт. На фронте с августа 1943 года в должности наводчика противотанкового ружья 2-го стрелкового батальона 241-го гвардейского стрелкового полка 75-й гвардейской стрелковой дивизии.
Гвардии младший сержант Кронит А. В. особо отличился при форсировании реки Днепр севернее Киева, в боях при захвате и удержании плацдарма в районе сёл Глебовка и Ясногородка (Вышгородский район Киевской области) на правом берегу Днепра осенью 1943 года. В представлении к награждению командир 241-го гвардейского стрелкового полка гвардии подполковник Бударин Н. П. написал:

В боях на Киевском направлении проявил себя исключительно смелым, мужественным и стойким воином.
24 сентября 1943 года в числе первых форсировал Днепр на сооружённом из подручных материалов плотике, сохранив противотанковые ружья и боеприпасы, перенёс их на руках при переходе старого русла реки Днепр, и вместе со стрелковым взводом вступил в отражение численно превосходящих сил противника, поддерживаемых танками. При этом лично поджёг два средних танка. Когда вражеской миной был выведен из строя ПТР и легко ранен сам Кронит, поля боя не покинул, а захватив трофейный пулемёт, стал из него расстреливать наступавших немцев.

За 24 и 25 сентября 1943 года огнём своего пулемёта отразил 13 атак противника, а когда вышли все боеприпасы с гранатами в руках первым бросился на врага, увлекая за собой всех остальных. В рукопашной схватке уничтожил 9 немцев.
Указом Президиума Верховного Совета СССР от 17 октября 1943 года за успешное форсировании реки Днепр севернее Киева, прочное закрепление плацдарма на западном берегу реки Днепр и проявленные при этом мужество и геройство гвардии младшему сержанту Крониту Альберту Викторовичу присвоено звание Героя Советского Союза с вручением ордена Ленина и медали «Золотая Звезда» . В марте 1944 года принят в ряды ВКП(б).
В июле 1944 года был направлен на учёбу в Военно-морское авиационно-техническое училище им. Молотова, располагавшееся в г. Перми. По его окончании служил на Балтийском и Северном флоте. С 1949 года старший лейтенант Кронит А. В. в запасе.
После демобилизации в 1949 году поступил в Пермский государственный университет имени Горького на юридический факультет и в 1953 году закончил его. Жил и работал в Перми. Умер 14 сентября 1983 года от рака желудка. Похоронен на Южном кладбище г. Перми.

## Награды
- Медаль «Золотая Звезда» № 1559 Героя Советского Союза.
- Орден Ленина.
- Орден Отечественной войны 2 степени.
- Медали.

## Память
- Именем Героя названа улица в городе Пермь[8].